# Alena Hromádková
Alena Hromádková (29. dubna 1943 Rychnov nad Kněžnou – 2. dubna 2024) byla česká ekonomka, politička a vysokoškolská pedagožka, specializující se na otázky modernizace a expanze vysokoškolských systémů. V roce 1994 spoluzakládala Demokratickou unii, jejíž první předsedkyní pak byla v letech 1994–1996.

## Život
Studovala na Vysoké škole ekonomické v Praze, pak studovala sociologii vzdělávání. V období normalizace působila v disentu: v roce 1977 podepsala Chartu 77, v 80. letech organizovala samizdatové aktivity a semináře z oblasti politické filosofie. Po sametové revoluci byla v roce 1991 jednou ze tří předposledních mluvčích Charty 77.
Od roku 1992 vyučovala na Univerzitě Karlově. V roce 1994 patřila k zakladatelům Demokratické unie (DEU), následně často vystupovala v českých médiích na téma českého transformačního procesu. V červnu 1996 rezignovala na funkci předsedkyně DEU, od roku 1999 byla bez politické příslušnosti. V roce 2004 kandidovala do Evropského parlamentu na kandidátce Konzervativní strany.